# Kazuki Kimura
Kazuki Kimura (木村 一基) (né le 23 juin 1973 à Yotsukaidō) est un joueur professionnel de shogi japonais. Il a notamment remporté le Oi en 2019.

## Biographie

### Premières années
Kimura a appris à jouer au shogi chez un de ses amis lorsqu'il était au jardin d'enfants et a commencé à jouer en club lorsqu'il était à l'école primaire.
Kimura rencontre pour la première fois son futur maître Yūji Sase (ja) lors d'une partie à handicap de deux pièces. Il prend par la suite des leçons chez Sase et joue occasionnellement contre une autre de ses élèves, Hiroe Nakai. En 1985 il intègre le centre de formation de la Fédération japonaise de shogi sous la tutelle de Sase,.
Il progresse tout d'abord rapidement et atteint le grade de 3e dan dès 1990 mais il n'obtient finalement le titre de professionnel qu'en 1997,

### Carrière au shogi
En juin 2019 Kimura se qualifie face à Yoshiharu Habu pour la finale du Oi face à Masayuki Toyoshima. Tout d'abord mené 2 victoires à 0 par Toyoshima, il égalise en gagnant les deux parties suivantes, perd la cinquième partie mais l'emporte dans les deux dernières pour finalement remporter le 60e Oi par 4 victoires à 3. Cette victoire lui permet non seulement de détenir son premier titre majeur mais également de devenir à 46 ans et 3 mois le plus vieux joueur à remporter son premier titre, battant ainsi le précédent record de Michio Ariyoshi qui était de 37 ans et 6 mois et datait de 1973.

#### Historique des promotions
| Grade  | Année |
| ------ | ----- |
| 4e dan | 1997  |
| 5e dan | 1999  |
| 6e dan | 2001  |
| 7e dan | 2003  |
| 8e dan | 2007  |
| 9e dan | 2017  |

## Palmarès
En 2021, Kimura a disputé neuf finales de titres majeurs ; il a perdu les six premières en 2005 (finale du Ryuo), 2008 (finale du Oza), 2009 (finale du Kisei et du Oi), puis en 2014 et 2016 (finale du Oi) avant de finalement remporter le Oi en 2019.

### Titres majeurs
| Titre | Victoire | Finales perdues        |
| ----- | -------- | ---------------------- |
| Kisei |          | 2009                   |
| Ōi    | 2019     | 2009, 2014, 2016, 2020 |
| Oza   |          | 2008, 2021             |
| Ryuo  |          | 2005                   |

### Titres secondaires
| Titre       | Années | Nombre de victoires |
| ----------- | ------ | ------------------- |
| Shinjin-Ō   | 2002   | 1                   |
| Coupe Asahi | 2010   | 1                   |

### Classement annuel des gains en tournoi
Kimura a figuré dans le top 10 du classement annuel des joueurs de shogi remportant le plus de gains (ja) à six reprises au cours de sa carrière professionnelle.
| Année | Montant gagné | Rang |
| ----- | ------------- | ---- |
| 2005  | 22 860 000 ¥  | 8e   |
| 2007  | 23 840 000 ¥  | 8e   |
| 2008  | 29 580 000 ¥  | 6e   |
| 2009  | 29 420 000 ¥  | 5e   |
| 2011  | 20 520 000 ¥  | 7e   |
| 2014  | 16 340 000 ¥  | 10e  |

### Parties commentées
- (en) [vidéo] « Habu - Kimura (1er septembre 2001, Ryuo) », sur YouTube